# سيتيدين
السيتيدين هو ريبونوكليوسيد ناتج عن ارتباط حلقة ريبوز مع قاعدة السايتوسين، بواسطة رابطة غليكوسيدية β-N1، السيتيدين من مكونات الحمض النووي الريبوزي.
حين يرتبط السايتوسين مع ريبوز منقوص الأكسجين فإن الناتج يسمى سيتيدين منقوص الأكسجين.

## مضاهئات السيتيدين
هناك العديد من مضاهئات السيتيدين لها فائدة محتملة في علم الأدوية، كمثال KP-1461 وهو عامل مضاد للإيدز يعمل كمطفر فيروسي ، والزيبولارين الذي يتواجد في الإشريكية قولونية يتم فحصه ليكون أحد أدوية العلاج الكيماوي، أظهرت جرعات منخفضة التركيز من الأزاسيتيدين ومضاهئه ديسيتابين نتائج ضد السرطان من خلال نزع الميثيل في علم التخلق.

## وظائف بيولوجية
بالإضافة إلى دوره كبيريميدين مكون للرنا، وُجِد أن السيتيدين يتحكم في دورة الجلوتاميك العصبي للدبقية، مع انخفاض إضافي في مستويات الجلوتامين/جلوتامات في شطر المنتصف الأمامي للمخ (midfrontal/cerebral)، ونظرا لذلك أثار السيتيدين الإهتمام بكونه دواء محتملا كمضاد اكتئاب جلوتامات.